# Imelda Marcos
Imelda Marcos, nata Imelda Remedios Visitación Trinidad Romuáldez (Manila, 2 luglio 1929), è una politica filippina, vedova del decimo presidente delle Filippine Ferdinand Marcos.
Nativa della città di Manila, trascorse la sua gioventù a Tacloban nei decenni intorno alla seconda guerra mondiale. Successivamente fece il suo ritorno nella capitale, dove lavorò come cantante e modella prima di incontrare suo marito Ferdinand Marcos. Sposatasi con Marcos nel 1954, suo marito fu eletto Presidente delle Filippine nel 1965 e governò il paese sotto un regime dittatoriale di legge marziale dal 1972 al 1981.
Si distinse come figura piuttosto controversa sia all'interno che all'esterno delle Filippine, spesso ricordata come il simbolo della stravaganza durante il regno politico del marito. Accumulò una lunga lista di attività, lussi e comfort, tra cui la sua leggendaria collezione di oltre 2.700 paia di scarpe, rinvenute nel palazzo di Malacañan, quando nel 1986 il governo fu rovesciato e lei ed il marito furono costretti all'esilio nelle Hawaii per via della rivoluzione del Rosario. Nel 1998 la sua inestimabile collezione di scarpe andò ad arricchire la collezione del Museo delle scarpe della città di Marikina.
Imelda Marcos ed il marito rimasero a lungo in esilio, e dovettero affrontare numerosi procedimenti legali relativi a pratiche finanziarie irregolari. Ferdinand Marcos morì alle Hawaii tre anni dopo aver lasciato le Filippine nel 1989. Il numero dei beni e delle proprietà dei coniugi Marcos furono messi sotto sequestro, ma dopo aver affrontato numerosi processi negli Stati Uniti d'America, la donna fu assolta da ogni accusa. Poco dopo il suo ritorno nelle Filippine assieme alla famiglia, riprese la sua carriera politica, principalmente in supporto a quelle dei figli Imee e Bongbong. Partecipò alle elezioni presidenziali del 1992, classificandosi quinta. Nel 1995 venne eletta membro della Camera dei rappresentanti in rappresentanza del primo distretto di Leyte. Nel 2010 riprese la sua carriera politica e fu eletta nuovamente deputata, questa volta in rappresentanza del secondo distretto di Ilocos Norte, terra natia di suo marito. Nel 2013 e 2016 fu rieletta rispettivamente per un secondo e terzo mandato.
In alcune occasioni i media si sono riferiti a lei come alla farfalla di acciaio o farfalla di ferro, in riferimento alla sua forte influenza politica sul paese, senza paragoni con nessun'altra first lady prima di lei. Ebbe, infatti, un ruolo molto attivo nella scena politica dell'epoca, ottenendo le funzioni di ministro degli insediamenti umani, ambasciatrice plenipotenziario e straordinario, governatore della Regione Capitale Nazionale, oltre che membro della legislazione provvisoria stabilita tra il 12 giugno 1978 ed il 5 giugno 1984. Occupò anche posizioni di rilievo in molte aziende ed entità governative o pubbliche.

## Biografia

### Infanzia ed adolescenza

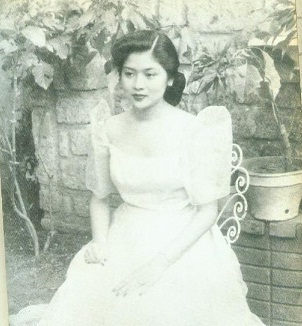
Una giovane Imelda Marcos nel 1953

Imelda Remedios Visitación Trinidad Romuáldez nacque il 2 luglio 1929 a Manila da Remedios Trinidad (1902-1938) e Vicente Romuáldez (1885-1955), fratello del giudice della Corte Suprema Filippina Norberto Romuáldez. I suoi antenati paterni erano ricchi proprietari terrieri stabilitisi a Tolosa e originari della città spagnola di Granada, Andalusia. Oltre ad Imelda dal loro matrimonio nacquero Alfredo (1932-2013), Alita, Armando (1938), Benjamin (1930-2012), e Concepcion, i quali passarono con lei il periodo giovanile a San Miguel, Manila. Pur provenendo dal clan dei Romuáldez, Vicente era considerato uno dei suoi membri più poveri: benché avvocato non spiccava particolarmente per prestigio, al contrario dei suoi noti fratelli, molti dei quali erano nel mondo della politica. Dopo la morte di sua madre, Remedios Trinidad, a causa di una polmonite nel 1938, l'intera famiglia si rilocò a Tacloban. Proprio qui Imelda affermò di aver incontrato personalmente il generale Douglas MacArthur, al suo arrivo nella città al termine della seconda guerra mondiale.
Studiò dapprima in una scuola per sole donne, concludendo poi la sua formazione universitaria presso l'Università St. Paul di Manila. Ai tempi giovane e radiosa, il suo sogno era inizialmente quello di trovare un marito ideale e di potersi inserire nelle classi più prestigiose del paese. Si dice che negli ultimi anni quaranta avesse attratto l'interesse del Presidente Elpidio Quirino, il quale ad un certo punto aveva persino pensato di corteggiarla, salvo poi cambiare idea all'ultimo istante al fine di "non rovinare il prestigio del Capo di Stato".

### Reginetta di bellezza

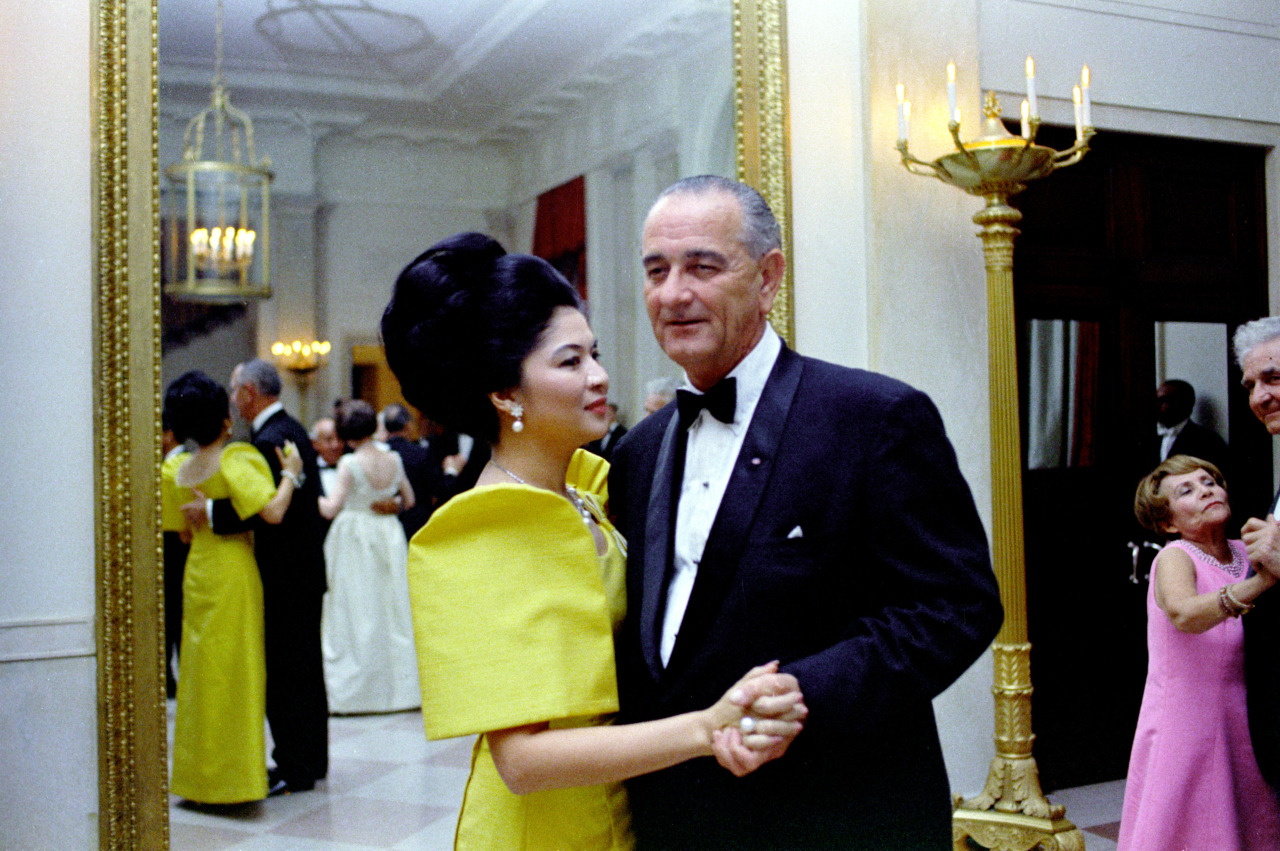
Imelda Marcos nel 1966, mentre balla con Lyndon Johnson.

All'età di ventitré anni fece il suo ritorno nella città di Manila, dove incontrò una certa difficoltà nell'essere accettata dall'alta società filippina, malgrado il prestigio del suo cognome e dei suoi sforzi per ottenere una vita migliore. Qui riuscì a trovare un'abitazione grazie all'aiuto del cugino Daniel Z. Romuáldez. Dopo aver inizialmente lavorato come commessa presso un negozio musicale, riuscì più tardi a diventare una modella. Nel 1953 prese parte al concorso di bellezza di Miss Manila, dal quale ne uscì sconfitta; Imelda però non accettò l'esito e si recò dal sindaco della città Arsenio Lacson per convincerlo a cederle il titolo, senza però riuscirvi: il politico, tuttavia, decise di istituire a parte il premio "Musa di Manila", conferendolo alla stessa Imelda per consolazione. Tale evento contribuì ad accrescere la sua notorietà e la ragazza iniziò ben presto ad avere una lista di corteggiatori, tra cui Benigno "Ninoy" Aquino, ai tempi giornalista che aveva servito nell'esercito e appartenente ad una famiglia distinta e influente. Dopo una breve relazione, tuttavia, la coppia si separò.
Nell'aprile 1954, durante una visita al Congresso filippino con il cugino Daniel, incontrò il giovane deputato Ferdinand Marcos, eroe di guerra durante il suo servizio nell'esercito e tra gli astri nascenti del Partito Liberale. Il politico ilocano, più vecchio di dodici anni, si invaghì subito della reginetta di bellezza, a tal punto da proporle il matrimonio dopo soli undici giorni di corteggiamento molto pubblicizzato. In passato già numerosi uomini avevano cercato di ottenere la sua mano. Si ipotizzò che Marcos non avesse esitato nel chiederla in sposa e nel concederle tutto il lusso che desiderava, poiché avendo alte ambizioni politiche sapeva quanto fosse importante avere al suo fianco una donna di grande fascino e bellezza. Il clan dei Romuáldez, inoltre, era conosciuto per i servizi nel governo filippino e rappresentava una famiglia dall'influente potere politico.
Imelda e Ferdinand si sposarono il 1º maggio 1954. La coppia ebbe tre figli: Imee (1955), Ferdinand "Bongbong" Jr. (1957); e Irene (1960). Decisero di adottare anche Aimee (1978), una componente della famiglia Romualdez rimasta orfana in giovane età.
Durante gli anni di presidenza del marito, Imelda ebbe un ruolo molto attivo nella scena politica dell'epoca, ottenendo le funzioni di ministro degli insediamenti umani, ambasciatrice plenipotenziario e straordinario, governatore della Regione Capitale Nazionale, oltre che membro della legislazione provvisoria stabilita tra il 12 giugno 1978 ed il 5 giugno 1984. Occupò anche posizioni di rilievo in molte aziende ed entità governative o pubbliche.

### L'esilio nelle Hawaii
Imelda Marcos ed il marito rimasero a lungo in esilio, e dovettero affrontare numerosi procedimenti legali relativi a pratiche finanziarie irregolari. Ferdinand Marcos morì alle Hawaii tre anni dopo aver lasciato le Filippine nel 1989. Un gran numero di beni e di proprietà dei coniugi Marcos fu messo sotto sequestro, ma dopo aver affrontato numerosi processi negli Stati Uniti, la donna fu assolta da ogni accusa.

### Ritorno nelle Filippine

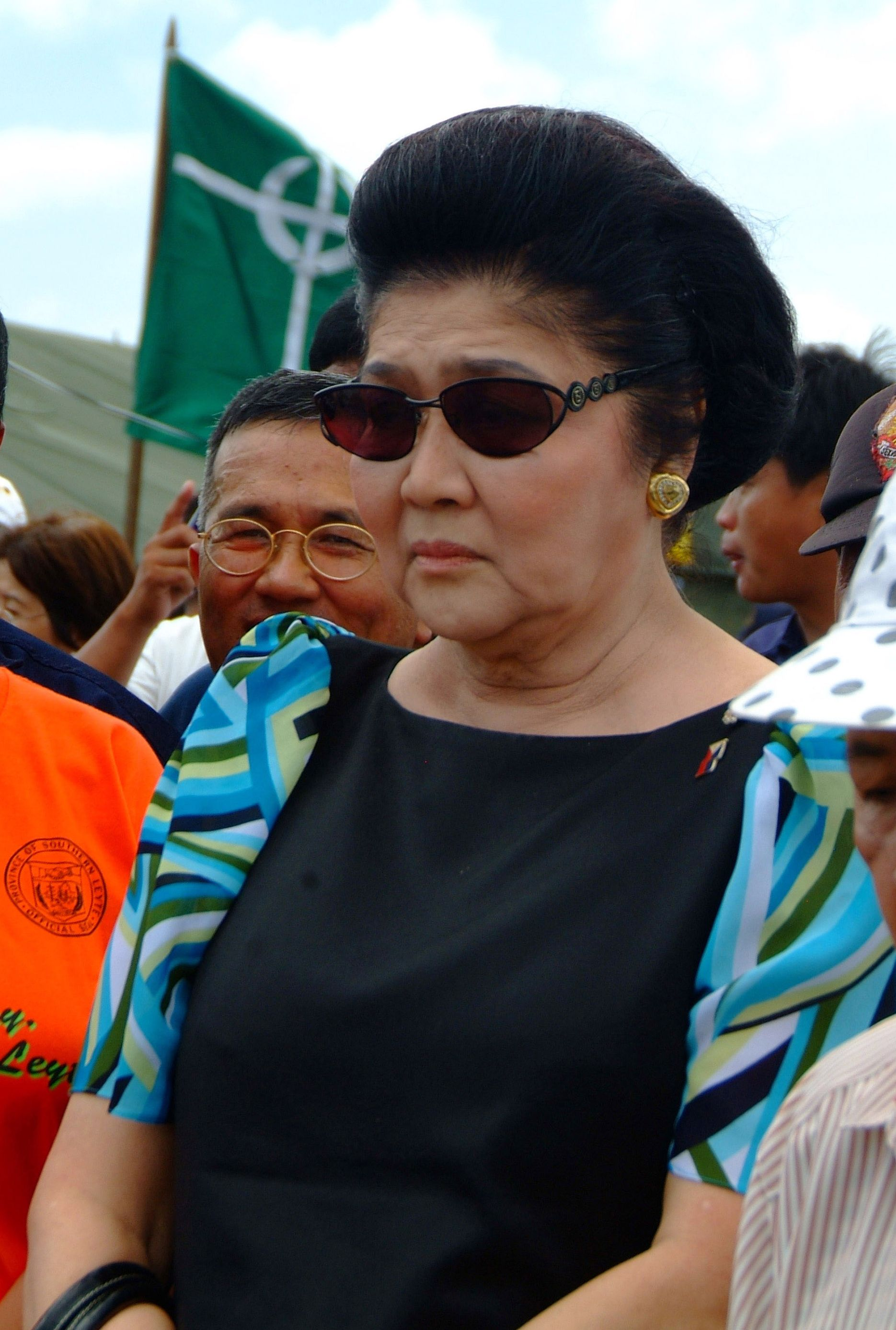
Imelda Marcos a Leyte nel 2006

Poco dopo il suo ritorno nelle Filippine, Imelda Marcos ha ripreso la sua carriera politica, principalmente in supporto a quelle dei figli. Nel 1995 è stata eletta membro della Camera dei rappresentanti per il secondo distretto di Leyte. Durante una breve pausa dalla politica, lancia una linea di abbigliamento, gioielli e profumi con il nome Imeldífico. Nel 2010 riprende la sua carriera politica e viene rieletta alla Camera dei rappresentanti per il secondo distretto di Ilocos Norte.
Nel novembre 2018, all'età di 89 anni, un tribunale delle filippine ha emesso un'ordinanza di arresto ritenendola colpevole di 7 capi d'imputazione per reati di corruzione. Gli illeciti, che sarebbero stati commessi negli anni settanta, sono puniti con una pena da 6 a 11 anni di reclusione ciascuno, con il rischio di una condanna fino a 77 anni.

## Nell'immaginario collettivo
Imelda Marcos spiccò spesso all'onore delle cronache di ogni genere, diventando un personaggio conosciuto – e spesso criticato – anche a livello internazionale. In alcune occasioni i media si sono riferiti a lei come alla farfalla di acciaio o farfalla di ferro, in riferimento alla sua forte influenza politica sul paese, senza paragoni con nessun'altra first lady prima di lei.
Nel 2019 le è stato dedicato il documentario Imelda Marcos, diretto da Lauren Greenfield e distribuito dalla piattaforma Amazon Prime. Nel 2010 il dj scozzese Fatboy Slim, insieme a David Byrne, storica voce della band Talking Heads, ha dedicato un intero disco alla storia della ex First Lady filippina, intitolato Here Lies Love, titolo che prende spunto dall'epitaffio che Imelda ha in più interviste dichiarato di volere sulla sua tomba: qui giace l'amore. L'artista ha spiegato la sua scelta dichiarandosi estremamente affascinato dalla figura ambigua della vedova Marcos.

### Lo scandalo delle scarpe e i processi legali
Dopo la caduta del governo del marito, la coppia Marcos fu spesso al centro di scandali legati allo stile di vita esagerato di Imelda. Tra questi c'è un episodio che ha fatto tristemente conoscere l'ex first lady in tutto il mondo: la scoperta della sua leggendaria collezione di oltre 2.700 paia di scarpe, rinvenute nel palazzo di Malacañan, quando nel 1986 il governo fu rovesciato e lei ed il marito furono costretti all'esilio nelle Hawaii per via della rivoluzione del Rosario. Nel 1998 la sua inestimabile collezione di scarpe andò ad arricchire la collezione del Museo delle scarpe della città di Marikina. La collezione comprendeva calzature di ogni tipo, dalle grandi firme della moda, come Dior e Gucci, fino alle creazioni di piccoli artigiani locali. I modelli non esposti sono stati archiviati, ma nel 2012 una buona parte di questi è stata distrutta a causa del deterioramento.
La coppia fu anche al centro di diverse accuse legali tuttora pendenti e mai risolte, l'episodio delle scarpe di Imelda Marcos le rivoltò contro l'opinione pubblica che iniziò ad additarla come un'arrampicatrice sociale dedita al lusso a scapito degli altri e della sua popolazione. Nella dimora presidenziale, il palazzo di Malacañan, dopo la Rivoluzione del Rosario del 1986 furono trovate non solo le scarpe, ma anche numerosi vestiti di haute couture, quadri originali di Van Gogh, Monet e Picasso, gioielli comprati con soldi pubblici per un valore complessivo di oltre 21 milioni di euro. Le opere d'arte, in particolare, sono state al centro di una controversia che coinvolge il governo filippino, oltre 10mila cittadini e anche la segretaria personale di Imelda Marcos, Vilma Bautista, anch'essa accusata di frode e traffico illegittimo. Gli inquirenti stilarono anche una lunga lista di investimenti immobiliari sparsi per il mondo, grazie ai quali i soldi rubati venivano reinvestiti. Tra i beni appartenenti alla famiglia Marcos alcuni sono stati messi all'asta, come ad esempio il celebre diamante rosa da 25 carati di valore stimato sui 5 milioni di dollari; i proventi di questa operazione sono stati destinati a profitto della popolazione filippina.
Imelda Marcos ed il marito rimasero a lungo in esilio, e dovettero affrontare numerosi procedimenti legali relativi a pratiche finanziarie irregolari. Il numero dei beni e delle proprietà dei coniugi Marcos furono messi sotto sequestro, ma dopo aver affrontato numerosi processi negli Stati Uniti, la donna fu assolta da ogni accusa.
Nel 2018 Imelda Marcos è stata giudicata colpevole di corruzione da un tribunali filippino, presi in esame sono stati 7 capi d’imputazione tra cui il trasferimento di circa 200 milioni in casse di fondazioni svizzere negli anni '70, durante il regime Marcos. La ex First Lady ha fatto ricorso ed è attualmente libera su cauzione.